# Régis Sonnes
Pas d'image ? Cliquez ici

a Compétitions nationales et continentales officielles uniquement.

Régis Sonnes, né le 25 juillet 1972 à Mont-de-Marsan, est un joueur français de rugby à XV évoluant au poste de troisième ligne aile. Il se reconvertit ensuite en tant qu'entraîneur.
Durant sa carrière de joueur, il évolue au Stade toulousain, au CA Brive et au SU Agen. Sur le banc des entraîneurs, il est sacré champion de France en 2019 avec le Stade toulousain.

## Biographie

### Carrière de joueur
Régis Sonnes est né à Mont-de-Marsan, et commence à jouer au rugby avec le Stade montois de 1987 à 1993[réf. nécessaire], où il commence sa carrière dans l'élite du rugby français.
Avec Toulouse il a remporté trois boucliers de Brennus en 1994, 1995 et 1997. Après le titre de champion en 1995, il prend une année sabbatique pour aller surfer les vagues sur la côte Pacifique, de Los Angeles au Sud du Mexique. Il revient en France au printemps 1996, avant le terme de son année sabbatique, pour se préparer pour la saison suivante.
Le 31 janvier 1998, il joue avec le CA Brive la finale de la Coupe d'Europe au Parc Lescure de Bordeaux face à Bath mais les Anglais s'imposent 19 à 18.
En fin de carrière, il revient au Stade montois, avec lequel il est sacré champion de France de Pro D2 en 2002.
Il fonde le club de rugby de la Real Soldevilla campétois à Campet-et-Lamolère où il finit sa carrière.
et champion de France de deuxième série avec le Real Soldevilla campétois en 2005.

### Carrière d'entraîneur
Il devient ensuite entraineur d'Agen, Narbonne et le CRC Madrid avec qui il a été champion d'Espagne en 2009, vainqueur de la Copa del Rey la même année et vainqueur de la super Copa en 2009 et 2010. Il est ensuite sélectionneur de l'équipe d'Espagne de 2010 à 2012, puis entraîneur des avants de l'Union Bordeaux Bègles de 2012 à 2016.
En 2016, il quitte l'Union Bordeaux Bègles et le rugby professionnel pour occuper le poste de directeur du rugby de la Bandon Grammar School, à une demi-heure de route de Cork, dans le Sud de l'Irlande. Il entraîne aussi l'équipe fanion du club local, le Bandon RFC.
En 2018, il rejoint le Stade toulousain en qualité d'entraîneur spécialisé dans le secteur de la défense et de la conquête. Il partage les prérogatives d'entraîneur principal avec Ugo Mola qui est lui plus particulièrement responsable des arrières. Ils sont épaulés par trois autres anciens joueurs du club : William Servat, pour la mêlée, Jean Bouilhou, pour la touche, et Clément Poitrenaud, pour les skills. Ce staff mène le club au titre de Champion de France en 2019. En 2020, il utilise une clause de libération de son contrat pour quitter le club un an avant la fin de son contrat. Il reste dans la région toulousaine pour des raisons personnelles et devient entraîneur des cadets au sein du Blagnac rugby.
À partir de septembre 2020, il intervient ponctuellement auprès de l'équipe de France des moins de 20 ans, chargé d'animer des ateliers spécifiques au jeu d'avant et de la conquête aérienne,.
En novembre 2020, il est nommé manager du SU Agen alors que le club est en difficulté après 9 défaites en 9 journées de championnat. Il est épaulé par deux entraîneurs adjoints, eux aussi d'anciens joueurs du club, Djalil Narjissi et Sylvain Mirande. Narjissi quitte finalement l'encadrement un mois plus tard à la suite de désaccords avec Régis Sonnes sur le management de l'équipe. Régis Sonnes est suspendu le 12 octobre 2021 après une 33e défaite consécutive du SUA.

## Bilan en tant qu'entraîneur
| Saison      | Club                  | Division          | Poste                 | Classement                | Coupe d'Europe              | Challenge européen            |
| ----------- | --------------------- | ----------------- | --------------------- | ------------------------- | --------------------------- | ----------------------------- |
| 2005 - 2006 | SU Agen               | Top 14            | Avants                | 5e                        | -                           | Éliminé en poule              |
| 2006 - 2007 | RC Narbonne           | Top 14            | Avants                | 14e                       | -                           | Éliminé en poule              |
| 2007 - 2008 | RC Narbonne           | Pro D2            | Avants                | 13e                       | -                           | -                             |
| 2008 - 2009 | CRC Madrid            | División de Honor | Entraîneur            | Champion d'Espagne        | -                           | -                             |
| 2009 - 2010 | CRC Madrid            | División de Honor | Entraîneur            | 5e                        | -                           | Éliminé en poule              |
| 2012 - 2013 | Union Bordeaux Bègles | Top 14            | Avants                | 12e                       | -                           | Éliminé en poule              |
| 2013 - 2014 | Union Bordeaux Bègles | Top 14            | Avants                | 8e                        | -                           | Éliminé en poule              |
| 2014 - 2015 | Union Bordeaux Bègles | Top 14            | Avants                | 7e                        | -                           | Éliminé en poule              |
| 2015 - 2016 | Union Bordeaux Bègles | Top 14            | Avants                | 7e                        | Éliminé en poule            | -                             |
| 2018 - 2019 | Stade toulousain      | Top 14            | Entraîneur principal  | Champion de France        | Éliminé en demi-finale      | -                             |
| 2019 - 2020 | Stade toulousain      | Top 14            | Entraîneur des avants | 7e (arrêt du championnat) | Qualifié en quart de finale | -                             |
| 2020 - 2021 | SU Agen               | Top 14            | Manager               | 14e                       | -                           | Éliminé en huitième de finale |

## Palmarès

### Joueur
Avec le Stade toulousain
- Championnat de France de première division :
  - Champion (3) : 1994, 1995 et 1997

Avec le CA Brive
- Coupe d'Europe :
  - Finaliste (1) : 1998

Avec le Stade montois
- Championnat de France de Pro D2 :
  - Champion (1) : 2002

Avec le Real Soldevilla campétois
- Champion de France de deuxième série 2005

### Entraineur
CRC Madrid
- Vainqueur du Championnat d'Espagne en 2009[13]
- Vainqueur de la Copa del Rey en 2009
- Vainqueur de la supercopa 2009 et 2010

Bandon Rugby
- Munster Junior Cup Champions 2017

Stade toulousain
- Champion de France : 2019

### Distinctions personnelles
- Nuit du rugby 2019 : Meilleur staff d'entraîneur du Top 14 (avec Ugo Mola, William Servat, Laurent Thuéry, Jean Bouilhou et Clément Poitrenaud) pour la saison 2018-2019

### Autres activités
- Champion de France Intervilles 2007 (finale Mont-de-Marsan - Carcassonne)[réf. nécessaire]